# مانش
مانش پنجاهمین شهرستان فرانسه است. شهرستان مانش در شمال غربی فرانسه در ناحیه نرماندی و در در ساحل کانال مانش قرار دارد. جمعیت آن در سال ۱۹۹۹ حدود ۴۸۱ هزار نفر و مساحت آن ۵۹۳۸ کیلومتر مربع و مرکز آن سن لو است.
شبه‌جزیره کوتانس بخشی از مانش است و این منطقه از جنوب تا جنگل نورمن ادامه می‌یابد. اورانش، سن پروف و کوتانس دیگر شهرهای مهم آن هستند.
مانش یک منطقه پررونق از نظر کشاورزی و دامپروری است. علاوه بر این صنایع بافندگی، ذوب فلزات، صنایع غذائی، تولید وسایل برقی و در شهر شربورگ نیز کشتی‌سازی موجود است.
نام این منطقه از کانال مانش گرفته شده‌است.

## نگارخانه

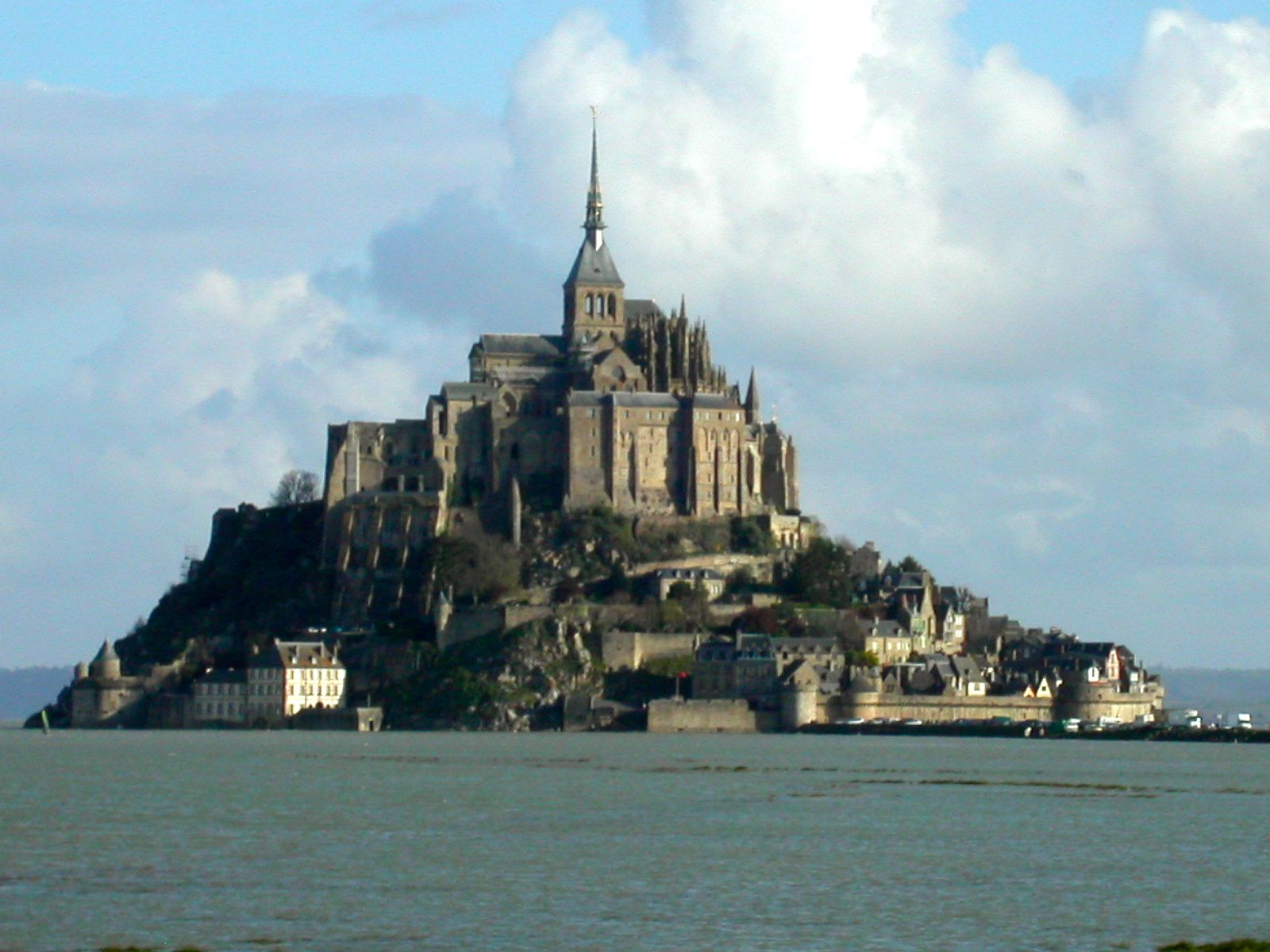
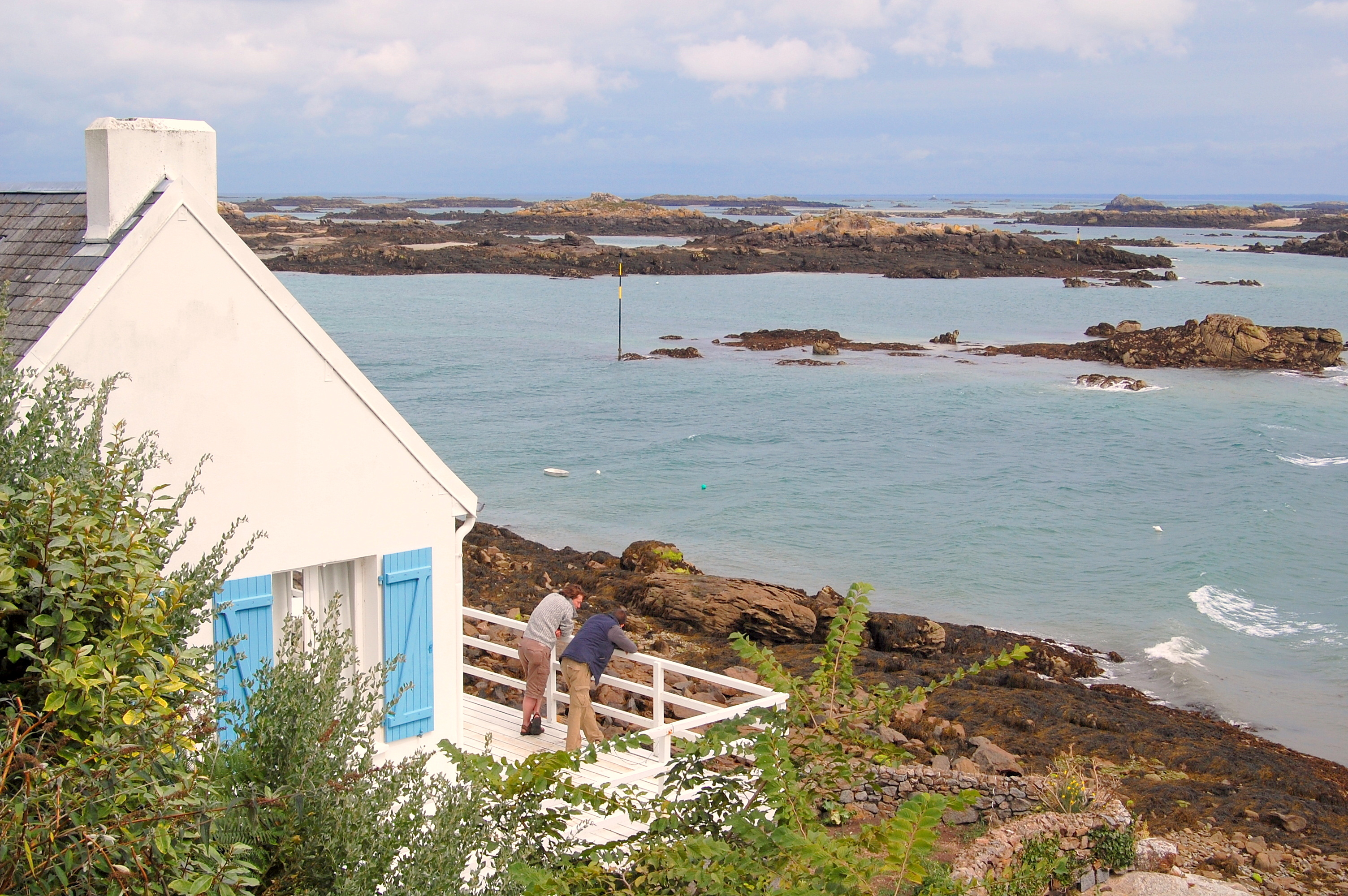
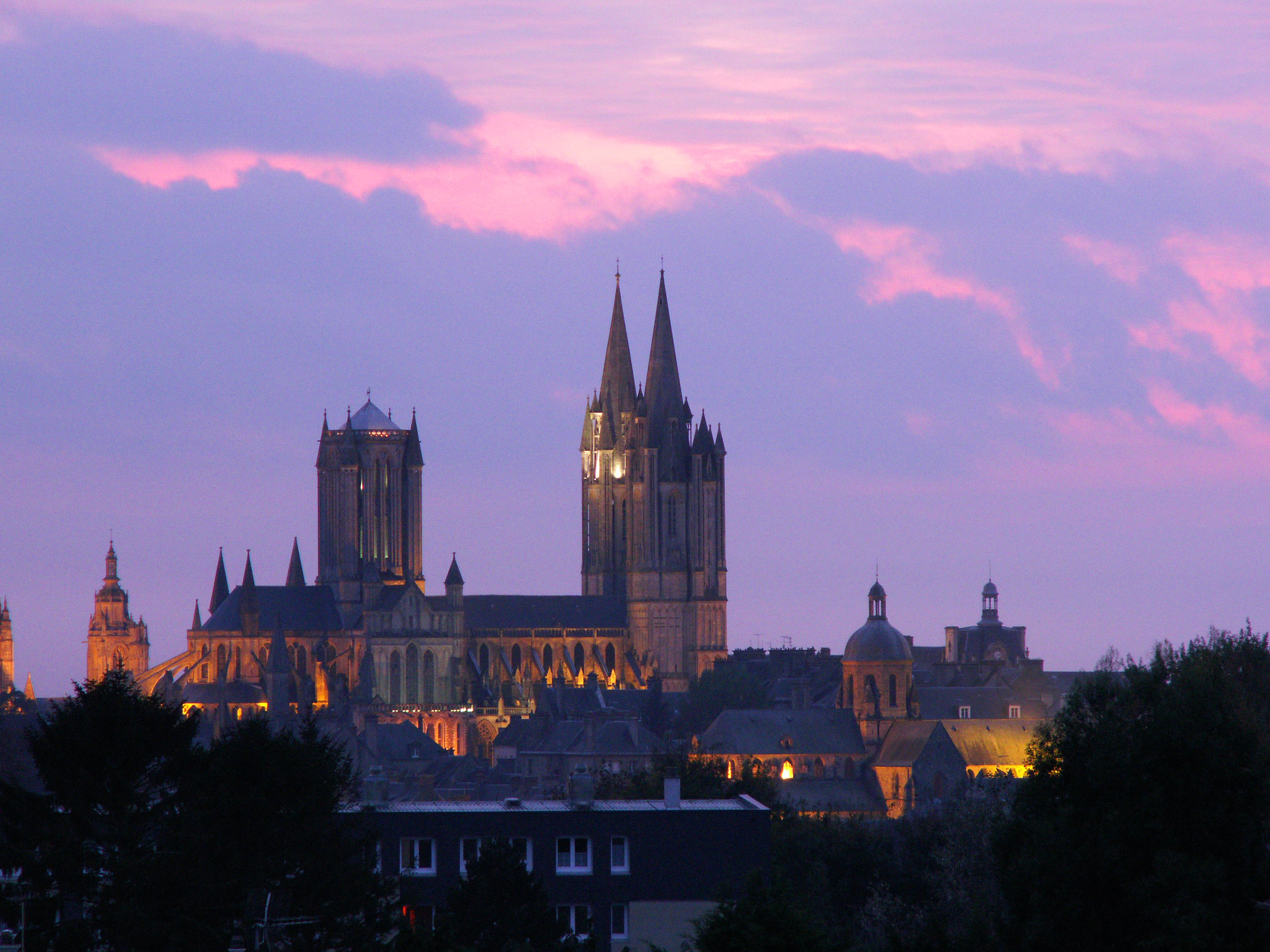
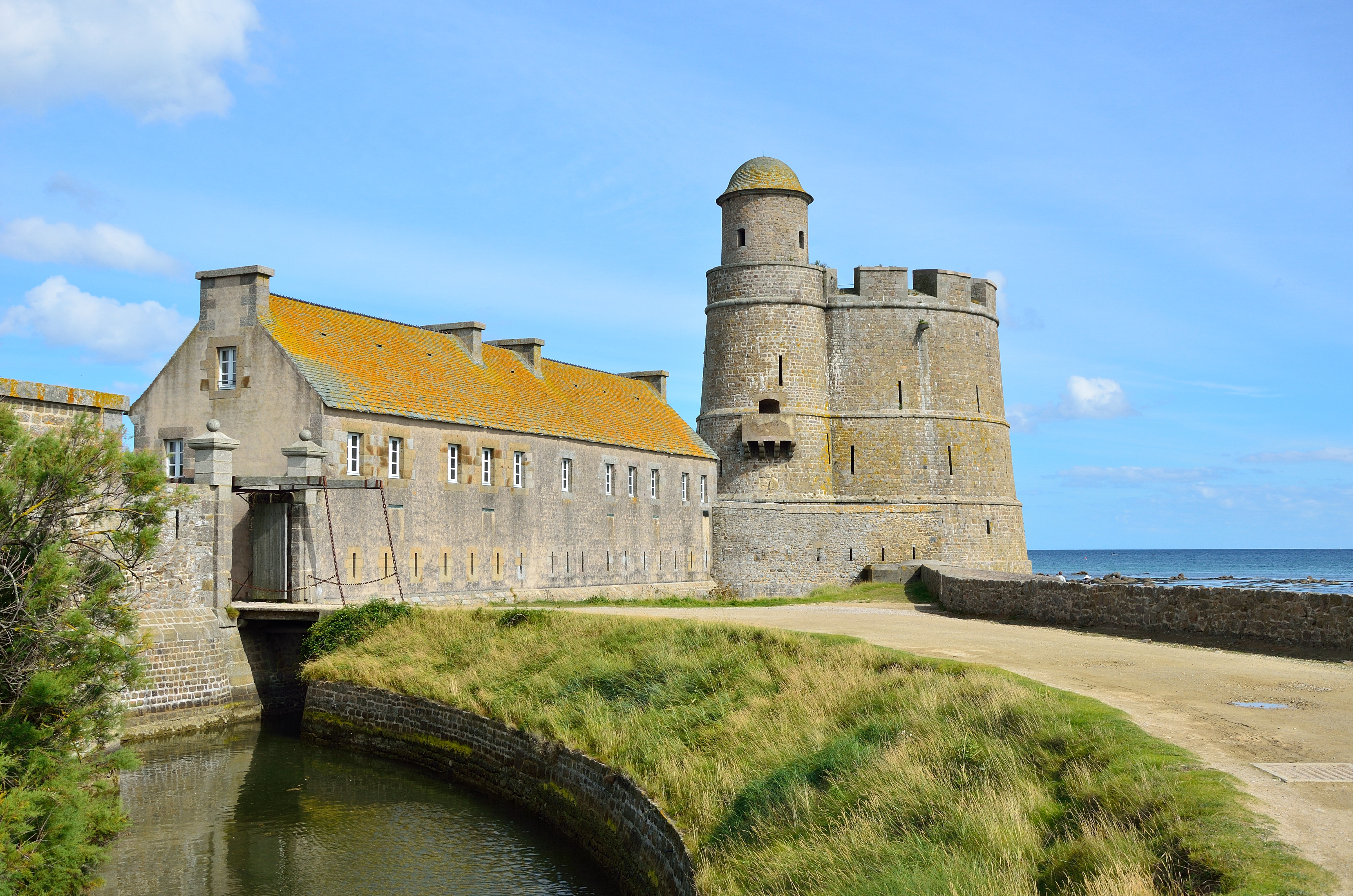
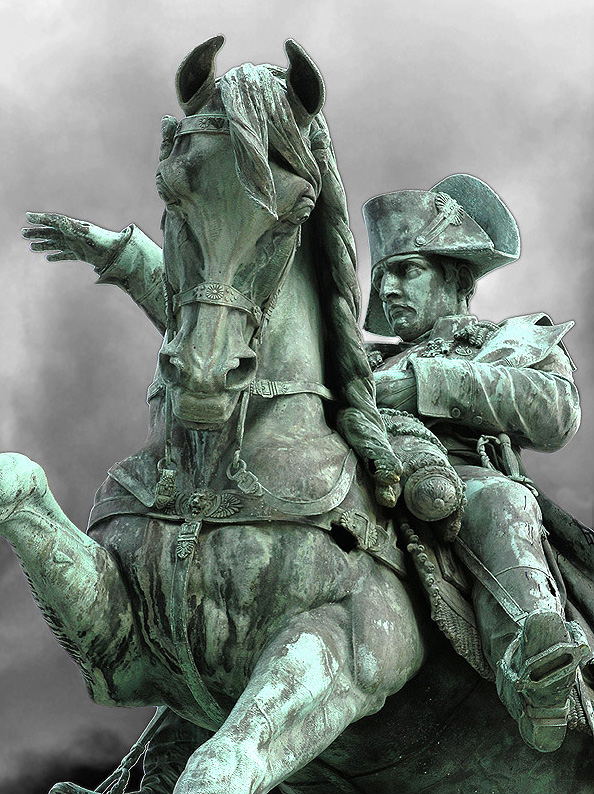
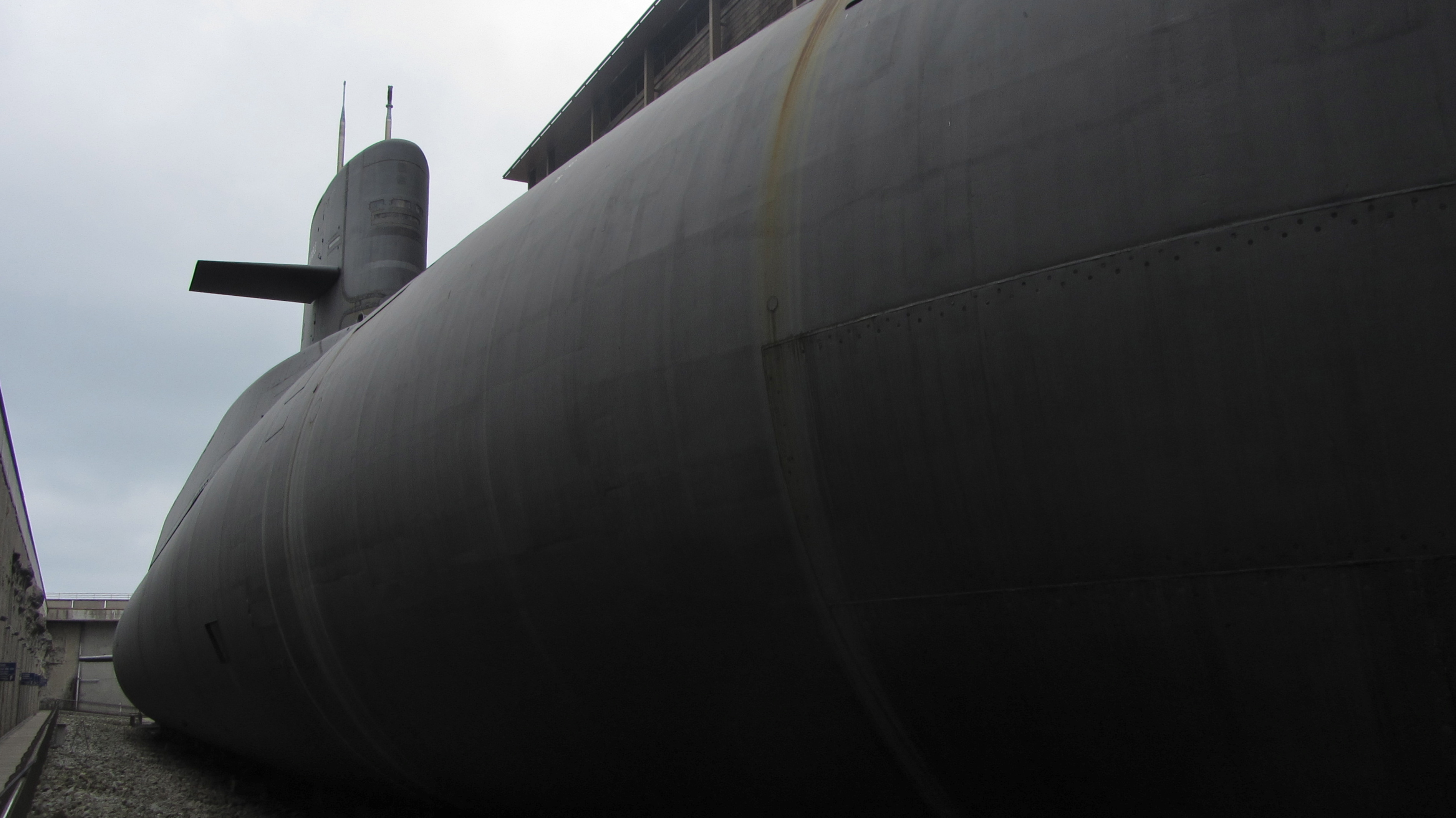
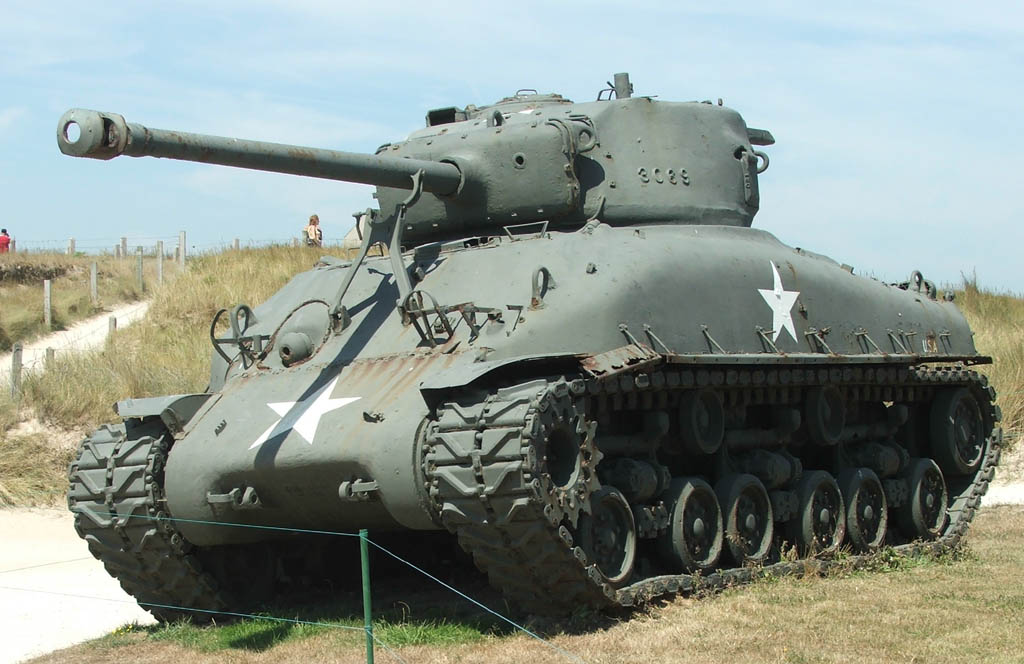